# Vogtland

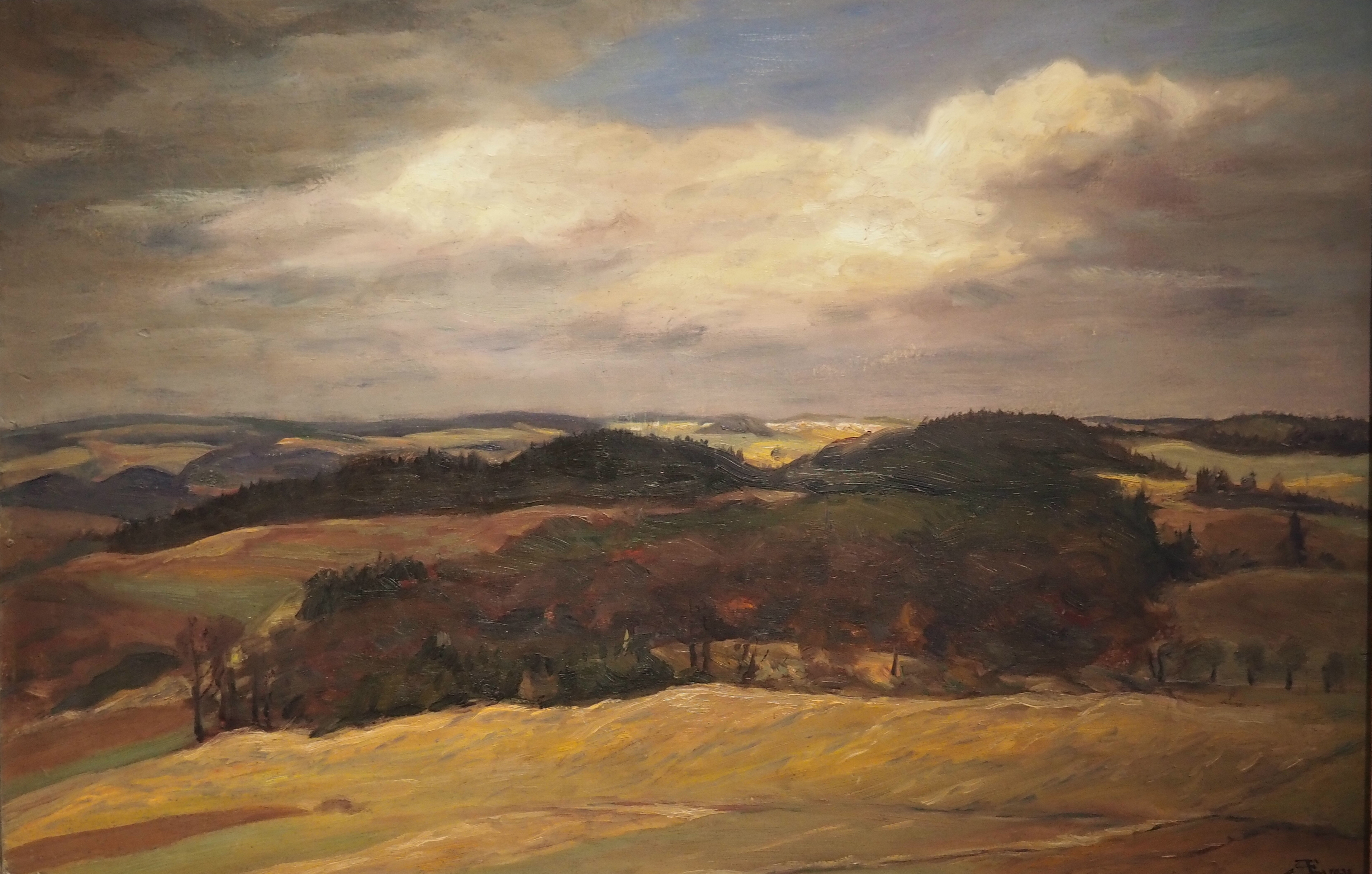
Albin Enders: Vogtländische Märzlandschaft (1935)

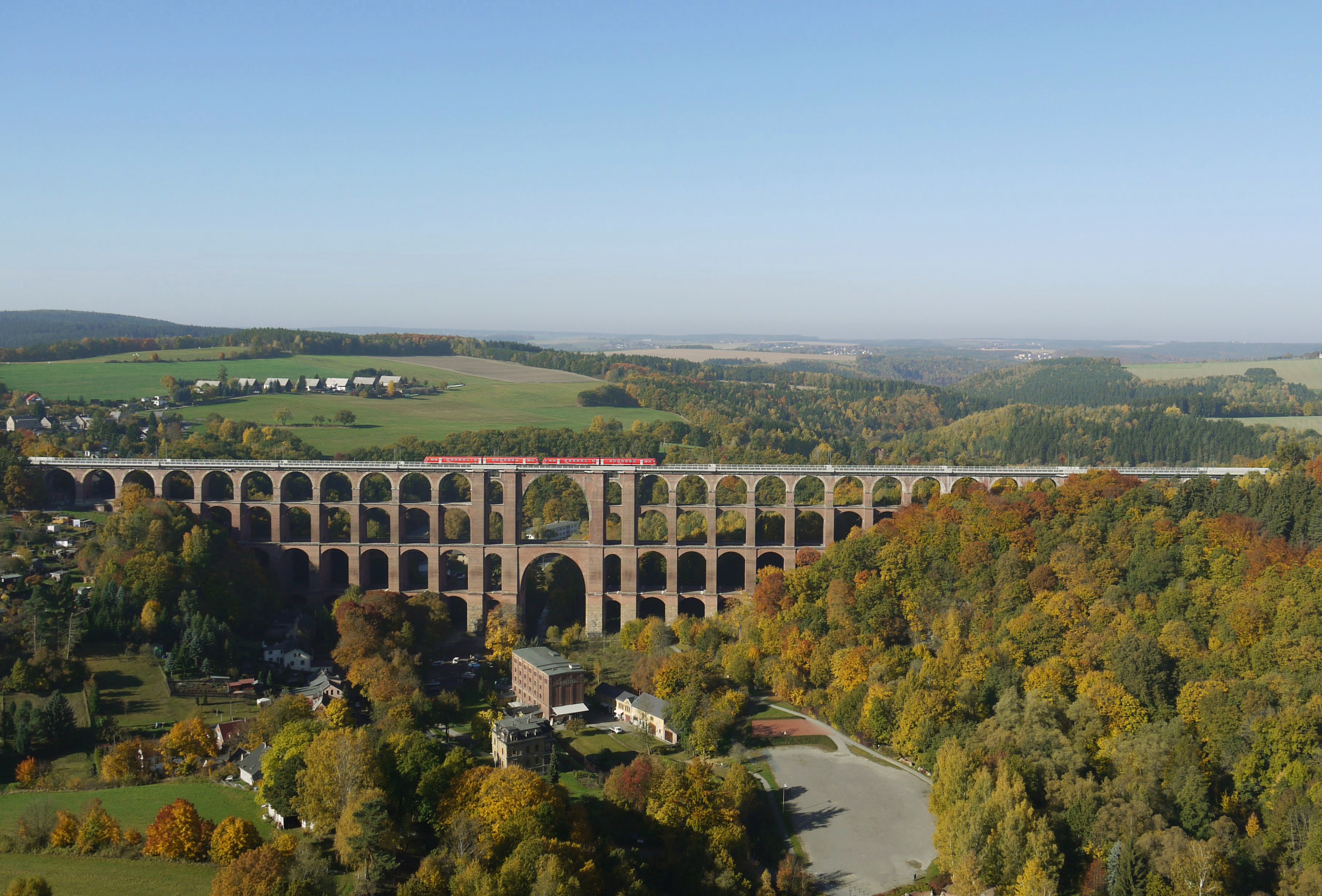
Wahrzeichen des Vogtlands: Die Göltzschtalbrücke zwischen Reichenbach im Vogtland und Netzschkau (2012)

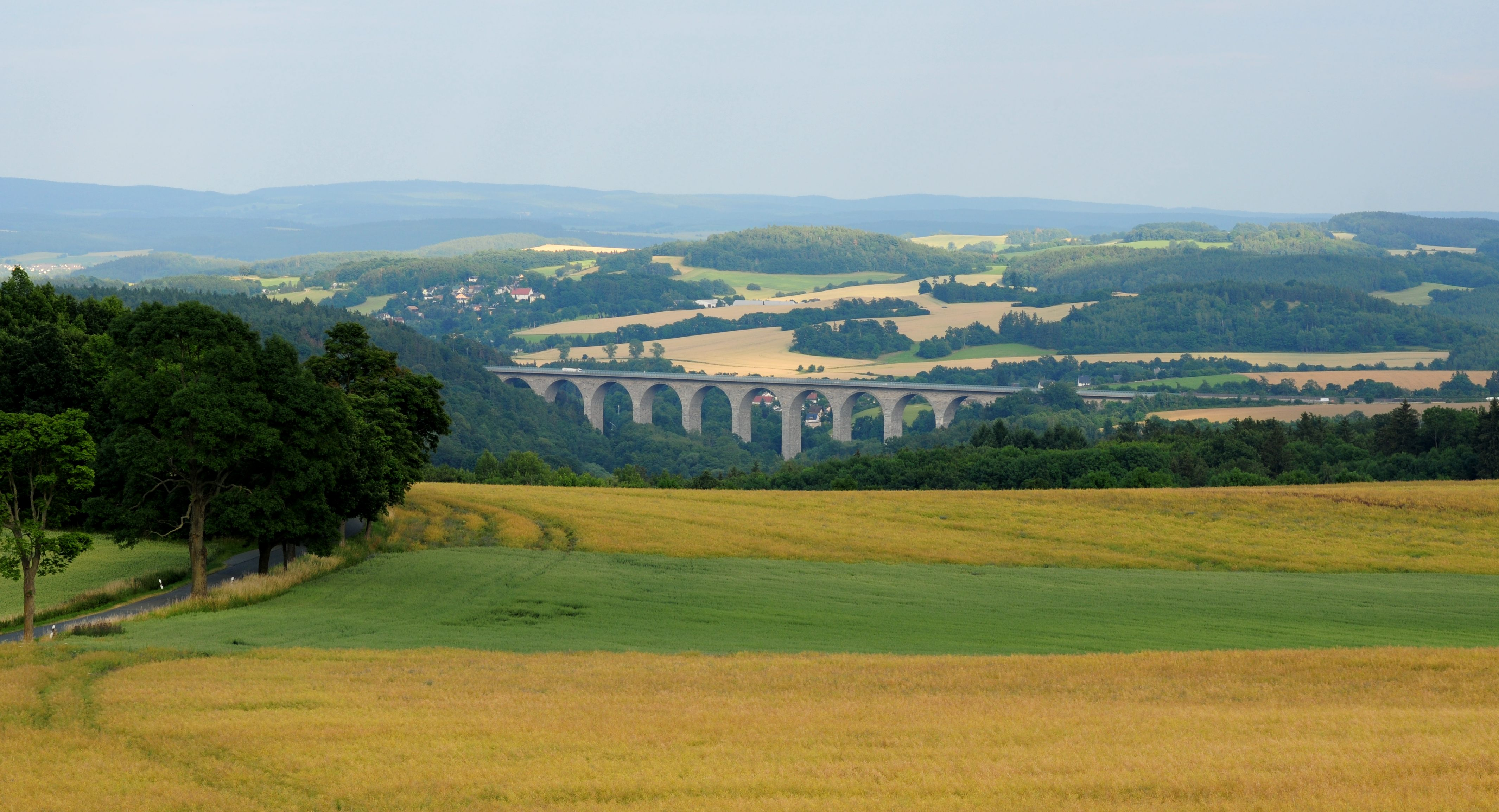
Vogtländische Landschaft mit der Autobahnbrücke Pirk (2017)

Das Vogtland (tschechisch Fojtsko, lateinisch Variscia, vogtländisch Vuechtland oder Vuuchtland) ist eine Region im Grenzgebiet von Thüringen, Sachsen, Franken und Böhmen. „Vogtland“ bezieht sich auf den ehemaligen Herrschaftsbereich der Vögte von Weida, Plauen und Gera. Weida ist dabei der älteste Stammsitz. Die späten Linien, die Fürstentümer Reuß jüngerer und älterer Linie, hatten ihre jeweilige Hauptstadt in Gera und Greiz.
Im Vogtland leben heute etwa eine halbe Million Menschen.

## Name und Lage

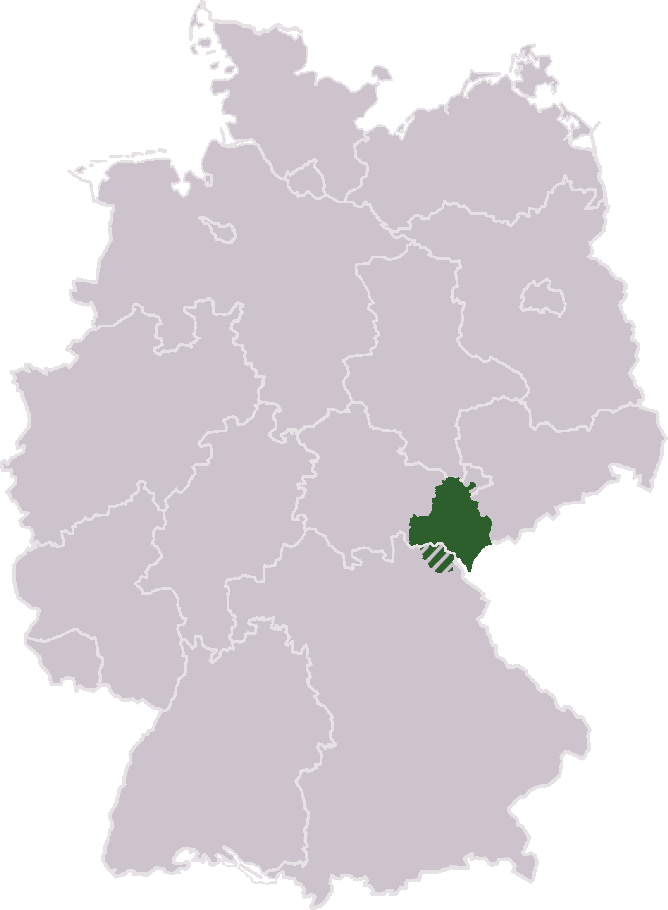
Zwischen Sachsen und Hochfranken, Thüringen und Böhmen

Es ist anzunehmen, dass bereits Kaiser Friedrich I. um 1180 den Herren von Weida den Titel advocatus ‚Vogt‘ verliehen hat. Der Titel wurde bei der Teilung des Stammhauses von allen Zweigen weitergeführt und wie ein erbliches Reichslehen weitergegeben.
Im Jahr 1254 handelten die Vögte von Weida, Plauen und Gera einen Vertrag über ein Bündnis mit dem Markgrafen Heinrich dem Erlauchten von Meißen aus, bei dem sie als gleichberechtigte Partner auftraten. In der Urkunde unterschieden sie das Land des Markgrafen (terra marchionis) von ihrem Gebiet (terra nostra, unser Land). Es ist anzunehmen, dass der Markgraf zur Unterscheidung der Länder in umgekehrter Richtung sein Land vom Land der Vögte (terra advocatorum) abgrenzte. Die Urkunde dazu ist jedoch nicht erhalten geblieben. Der Name erscheint danach, 1317 und später, als „woyte lande“ oder in ähnlicher Form in anderen Urkunden, die jedoch immer Vereinbarungen anderer Herrscher über das Vogtland beinhalten. Der Name Vogtland kann erst im Jahr 1343 nachgewiesen werden. Bald hernach ist er auch als Herkunftsname Vo(i)gtländer urkundlich bezeugt, so etwa 1496 in Bozen als Bäckermeister Lyenhart Voytlender.
Das böhmische Vogtland hat seine historischen Bezüge im Ascher Ländchen, das sich frühzeitig aus dem Egerland herausgelöst hat. Das Egerland war Reichsterritorium, bevor es an die Krone Böhmen verpfändet wurde. Die Vögte erweiterten hier im Norden ihren Einflussbereich. 1281 erhielt Heinrich I. (Plauen) den Markt Asch. Johann von Böhmen überließ den Vögten das ihm 1322 von Ludwig dem Bayern verpfändete Egerland zur Verwaltung. Aus diesem Grund dehnen einige Historiker den Begriff Vogtland auf das gesamte Egerland aus.
Heute ist Vogtland auch eine umgangssprachlich gebräuchliche Bezeichnung für den Vogtlandkreis im Freistaat Sachsen. Demgegenüber erfasst das naturräumliche Vogtland zwar zusätzlich Teile Thüringens und Bayerns, grenzt jedoch den Höhenschwerpunkt im Osten aus, der naturräumlich dem Westerzgebirge zugerechnet werden muss. Im Südvogtland, oft ausgehend vom Egerer Becken, kommt es häufig zu regionalen Schwarmbeben.
Das Vogtland selbst ist Namensgeber für ein hier 1837 erstmals durch August Breithaupt entdecktes und beschriebenes Mineral, das den Namen Variscit nach der lateinischen Landesbezeichnung erhielt. Auch die Vogtländer Weißkopf-Trommeltaube hat ihren Namen durch ihr Herkunftsgebiet.

## Museen und Sammlungen
Die Geschichte des Vogtlandes behandeln beispielsweise die Museen Bayerisches Vogtland in Hof und das Vogtlandmuseum in Plauen, das Museum der Burg Voigtsberg in Oelsnitz/Vogtl., in Weida das Museum der Osterburg sowie das Museum in Reichenfels. In Adorf werden die Sehenswürdigkeiten der Region in der Miniaturschauanlage Klein-Vogtland vorgestellt und regionale Geschichte im Perlmutter- und Heimatmuseum vermittelt. Museen zur ländlichen Lebensweise und Landeskultur des Oberen Vogtlands befinden sich in Landwüst, Eubabrunn und Bad Brambach. Die Geschichte des vogtländischen Musikinstrumentenbaus behandeln das Musikinstrumenten-Museum Markneukirchen, das Heimatmuseum Bad Brambach, das Musik- und Wintersportmuseum Klingenthal und das Harmonikamuseum Zwota. Für das östliche Vogtland sind hauptsächlich das Heimatmuseum Falkenstein, das Museum Göltzsch in Rodewisch und das Stadtmuseum Lengenfeld wichtige regionale Informationspunkte. In Adorf/Vogtl. gibt es zudem einen Botanischen Garten und in Klingenthal ein kleines Arboretum. Der Botanische Garten der Stadt Hof zeigt Pflanzenquartiere mit regionalem Landschaftsbezug und im Geologischen Garten wird der Lauf der Saale dargestellt.

## Geografie

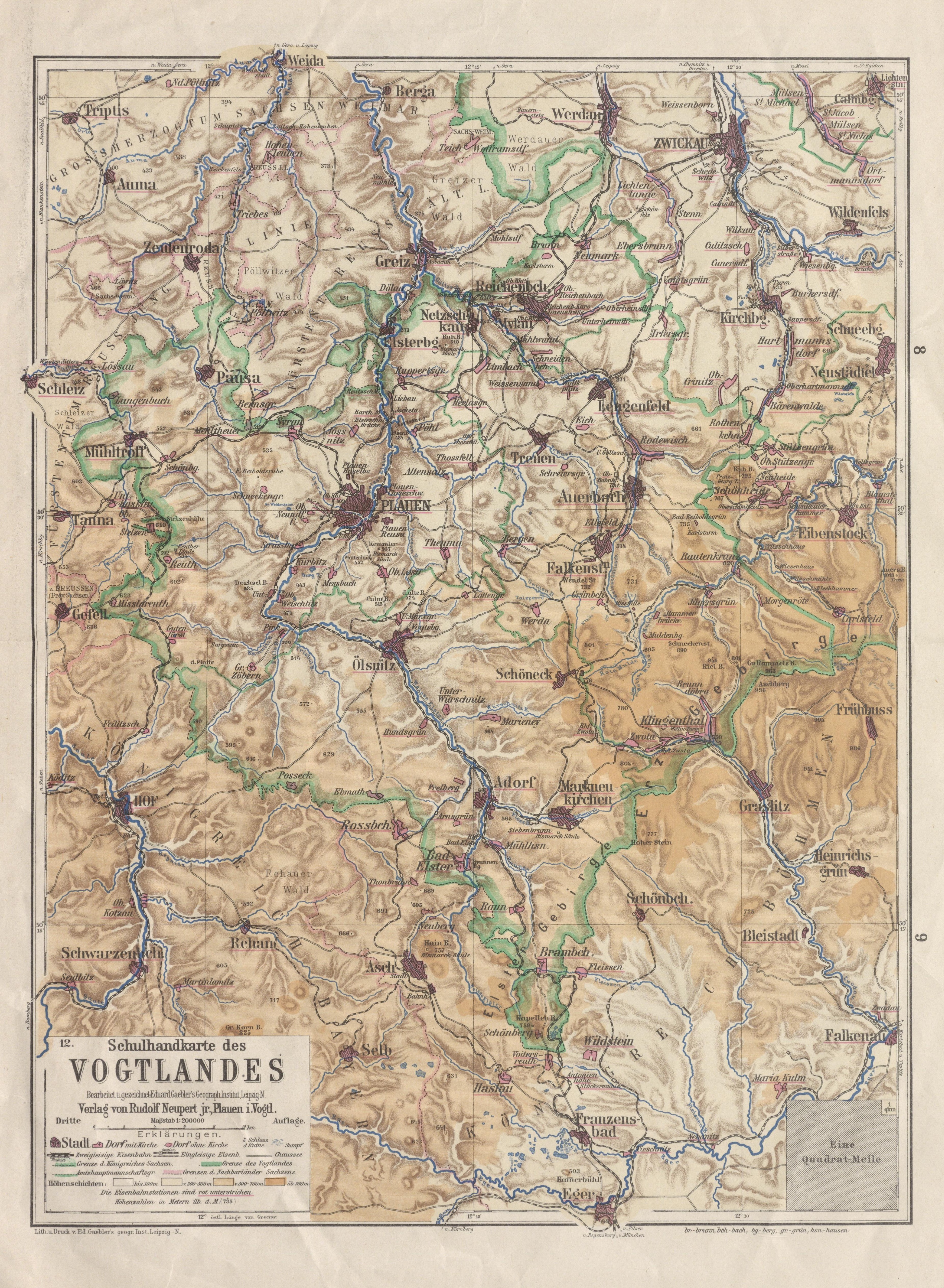
Schulhandkarte des Vogtlandes (um 1906)

Die Landschaft des Vogtlandes wirkt durch Felder, Wiesen und bewaldete Hügelkuppen sehr idyllisch. Im Süden und Südosten steigt das Vogtland zum Mittelgebirge an und nimmt, vor allem im Osten, auch Teile des Erzgebirges ein. Diese Gegend nennt man das Obere Vogtland. Dort überwiegt der Nadelwald (Fichten, meist in Monokultur). Die Stadt Adorf gilt als Tor zum oberen Vogtland und bildet einen Kreuzweg nach Böhmen und Hochfranken. Der höchste Berg des Vogtlandes ist der Schneehübel (974 m) im Westerzgebirge. Bekannter und markanter sind jedoch der Aschberg bei Klingenthal (936 m) und der Schneckenstein (883 m), beide nach geologischen Gesichtspunkten ebenfalls im Westerzgebirge.
Das nördlichere Hügelland wird durchschnitten von einigen Flusstälern, insbesondere der Weißen Elster und der Göltzsch. Des Weiteren durchzieht die Saale das Bayerische und das Thüringische Vogtland. Zur Überquerung der Täler wurden für Eisenbahn und Straßenverkehr mächtige Brücken gebaut. Besonderen Ruhm erlangten dabei die Göltzschtalbrücke zwischen Reichenbach im Vogtland und Netzschkau, die größte Ziegelsteinbrücke der Welt, und deren „kleine Schwester“, die Elstertalbrücke in der Gemeinde Pöhl. Beide sind Eisenbahnbrücken der Verbindung Nürnberg–Dresden. Neben den Straßenbrücken der Autobahn A 72 bei Hof (Saaletal), bei Pirk (Weiße Elster) und bei Weißensand (Göltzsch) kommt der Friedensbrücke in Plauen eine besondere Bedeutung zu: Es ist die größte Steinbogenbrücke Europas. Auch existieren etliche Talsperren im Vogtland. Bekannt als Erholungsgebiete sind die Talsperre Pöhl (Trieb, ein Nebenfluss der Weißen Elster), die Talsperre Pirk (Weiße Elster), die Bleilochtalsperre (Saale), die Talsperre Zeulenroda und der Untreusee.
An das Vogtland grenzen neben dem Teile des Ostens einnehmenden Erzgebirge das Thüringer Schiefergebirge nebst Frankenwald und das Fichtelgebirge im Westen und Südwesten. Das sächsische Vogtland gehört in seinem südöstlichen Teil zum Naturpark Erzgebirge/Vogtland. Das Vogtland ist ein Teil der Euregio Egrensis, eines Vereins mit Arbeitsgemeinschaften in Bayern, Sachsen, Thüringen und Tschechien.
Das Vogtland gilt als eine der vulkanisch aktivsten Zonen in Mitteleuropa. Anzeichen dafür sind Schwarmbeben, Thermalquellen und Gasaustritte (Mofetten). Mit 100 spürbaren kleinen Erdbeben im Jahre 1824 wurde dort zuerst ein Erdbebenschwarm beschrieben. Stärkere Beben in der Region gab es unter anderem 1897, 1903, 1908, 1985, 2000 und 2014. Das bisher stärkste gemessene Erdbeben im Vogtland/Böhmen mit einer Magnitude von 4,6 auf der Richterskala  war im Winter 1985/86.
Quellen mit Heilwirkung haben die Kurorte Bad Elster und in Bad Brambach mit der stärksten Radonquelle der Welt aufblühen lassen. Mit Marienbad, Franzensbad und Karlsbad auf der tschechisch-böhmischen Seite bilden die beiden sächsischen Staatsbäder das sogenannte Bäderfünfeck.

### Größte Städte im Vogtland
| Stadt                   | Landkreis                   | Einwohner 1 | Bild                             |
| ----------------------- | --------------------------- | ----------- | -------------------------------- |
| Gera                    | kreisfrei                   | 94.847      | Blick auf Gera-Untermhaus        |
| Plauen                  | Vogtlandkreis               | 64.763      | Blick vom Plauener Rathaus       |
| Hof                     | kreisfrei                   | 46.656      | Hofer Theresienstein             |
| Cheb (dt. Eger)         | Okres Cheb                  | 31.954 2    | Marktplatz von Cheb              |
| Reichenbach im Vogtland | Vogtlandkreis               | 20.371      | Stadtkirche Reichenbach          |
| Greiz                   | Greiz                       | 20.220      | Oberes und unteres Schloss Greiz |
| Auerbach/Vogtl.         | Vogtlandkreis               | 17.759      | Auerbacher Innenstadt            |
| Zeulenroda-Triebes      | Greiz                       | 15.890      | Rathaus in Zeulenroda            |
| Selb                    | Wunsiedel i. Fichtelgebirge | 14.763      | Martin-Luther-Platz Selb         |
| Aš (dt. Asch)           | Okres Cheb                  | 12.804 2    | Stadtmuseum Aš                   |

Weitere Städte sind Oelsnitz, Rodewisch, Lengenfeld, Elsterberg, Falkenstein, Klingenthal, Pausa-Mühltroff, Bad Elster, Adorf, Schöneck, Treuen, Markneukirchen und Netzschkau im sächsischen Vogtland, Hohenleuben, Berga-Wünschendorf, Ronneburg, Auma-Weidatal, Münchenbernsdorf, Schleiz (Verwaltungssitz des Saale-Orla-Kreises), Weida, Bad Lobenstein, Schmölln und Gefell im thüringischen Vogtland, Schönwald und Rehau in bayerischen Vogtland sowie Luby (Schönbach), Hranice u Aše (Roßbach), Kraslice (Graslitz) im böhmischen Vogtland.

## Sprache
Im Vogtland sind vor allem Variationen des Ostfränkischen (Oberdeutsch) zu hören. Dies gilt schwerpunktmäßig für die Region um und südlich von Plauen bis hin zum Göltzschtal mit den Städten Auerbach, Rodewisch und Falkenstein.
Im Südosten des Vogtlandes ist die Grenze zu den mitteldeutschen Dialekten mit dem Erzgebirgischen und Obersächsischen fließend. Auch im thüringischen Teil herrschen mit Variationen des Thüringischen mitteldeutsche Dialekte vor. Im oberen Vogtland rund um die Orte Adorf, Markneukirchen und Bad Brambach wird eine nordbairische Mundart gesprochen. Der dem Erzgebirgischen verwandte Dialekt um Klingenthal hat einen eigenen besonders melodischen Klang (Singsang). Im ehemaligen egerländischen Teil wird heute tschechisch gesprochen, der egerländische (nordbairische) Dialekt ist dort seit 1946 erloschen.
Die Sprecher bezeichnen ihren Dialekt meist einfach als Vogtländisch.

## Geschichte

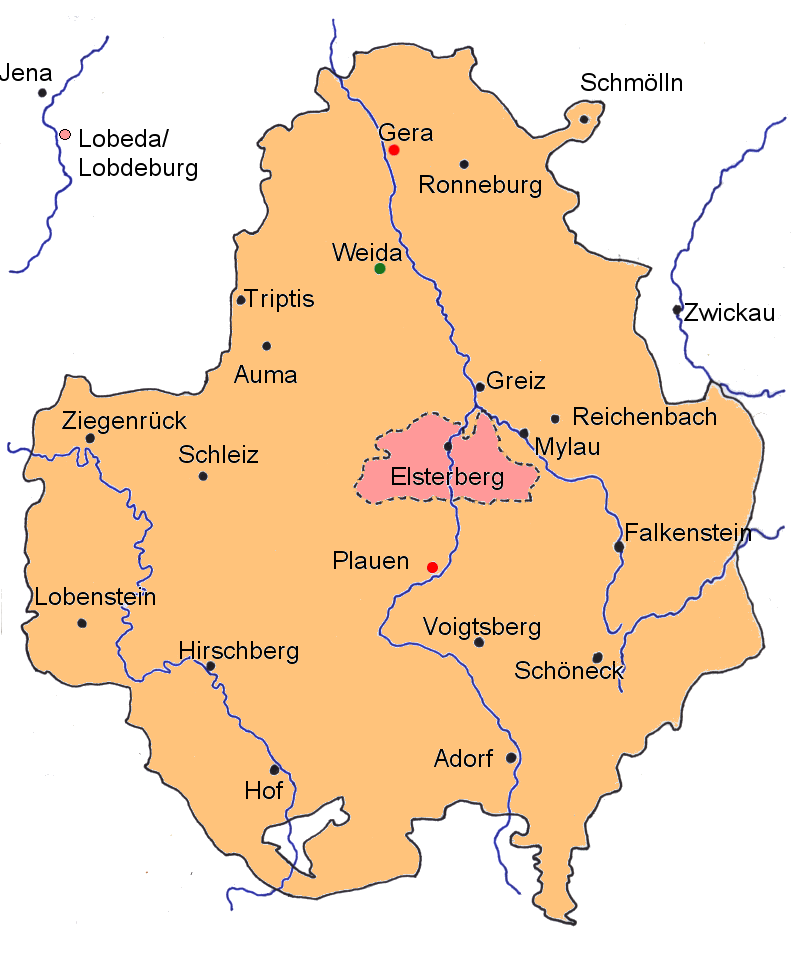
Land der Vögte 1350

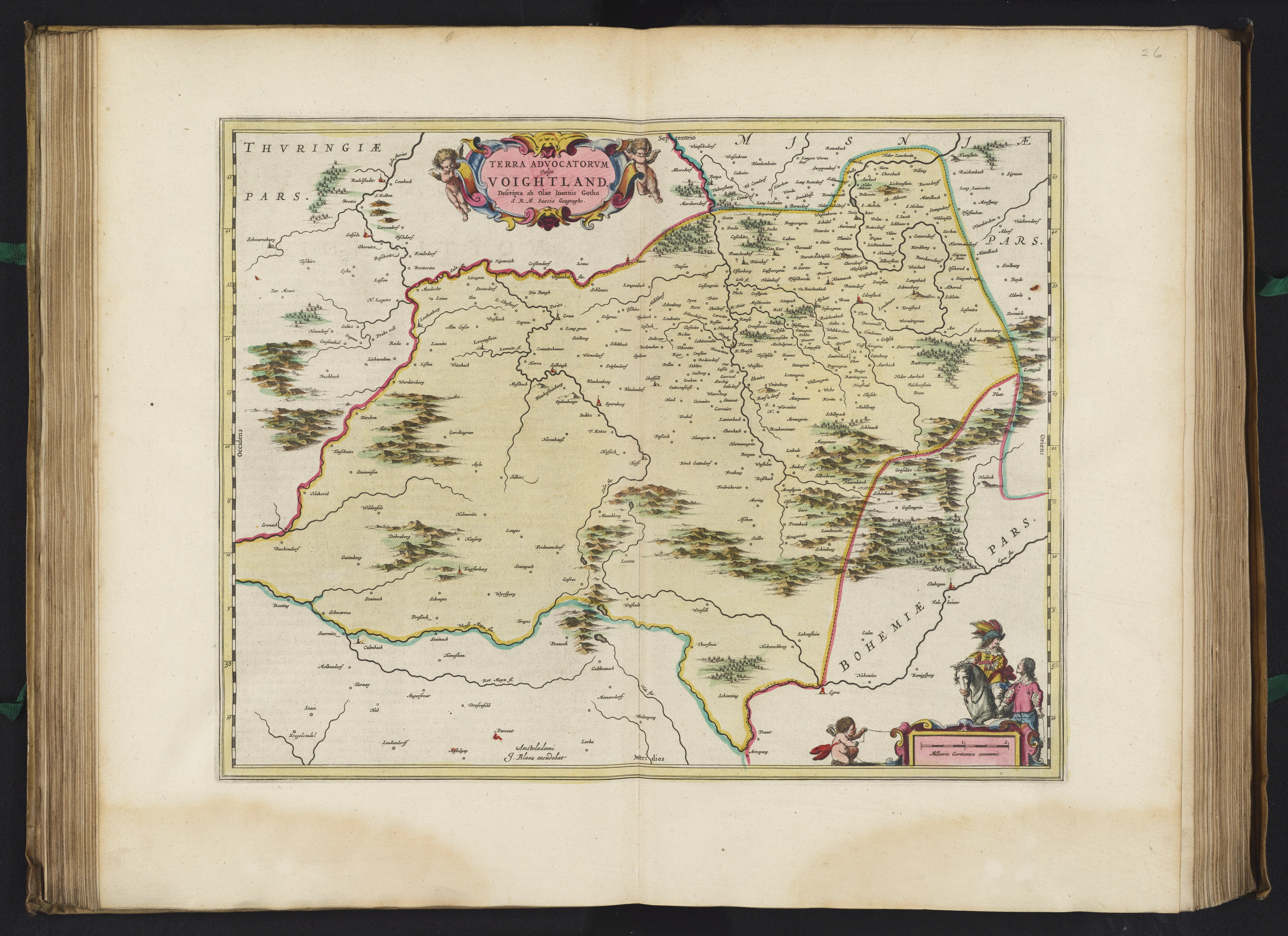
Karte von 1662

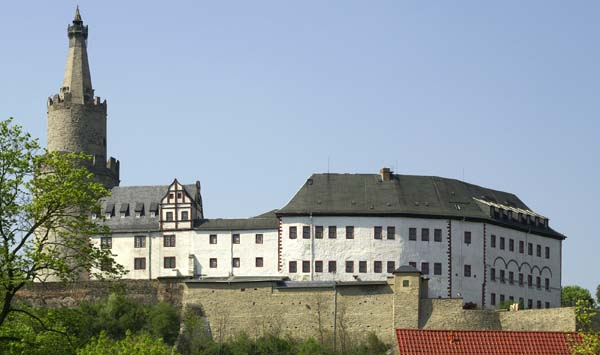
Osterburg (Weida), Sitz der Vögte von Weida

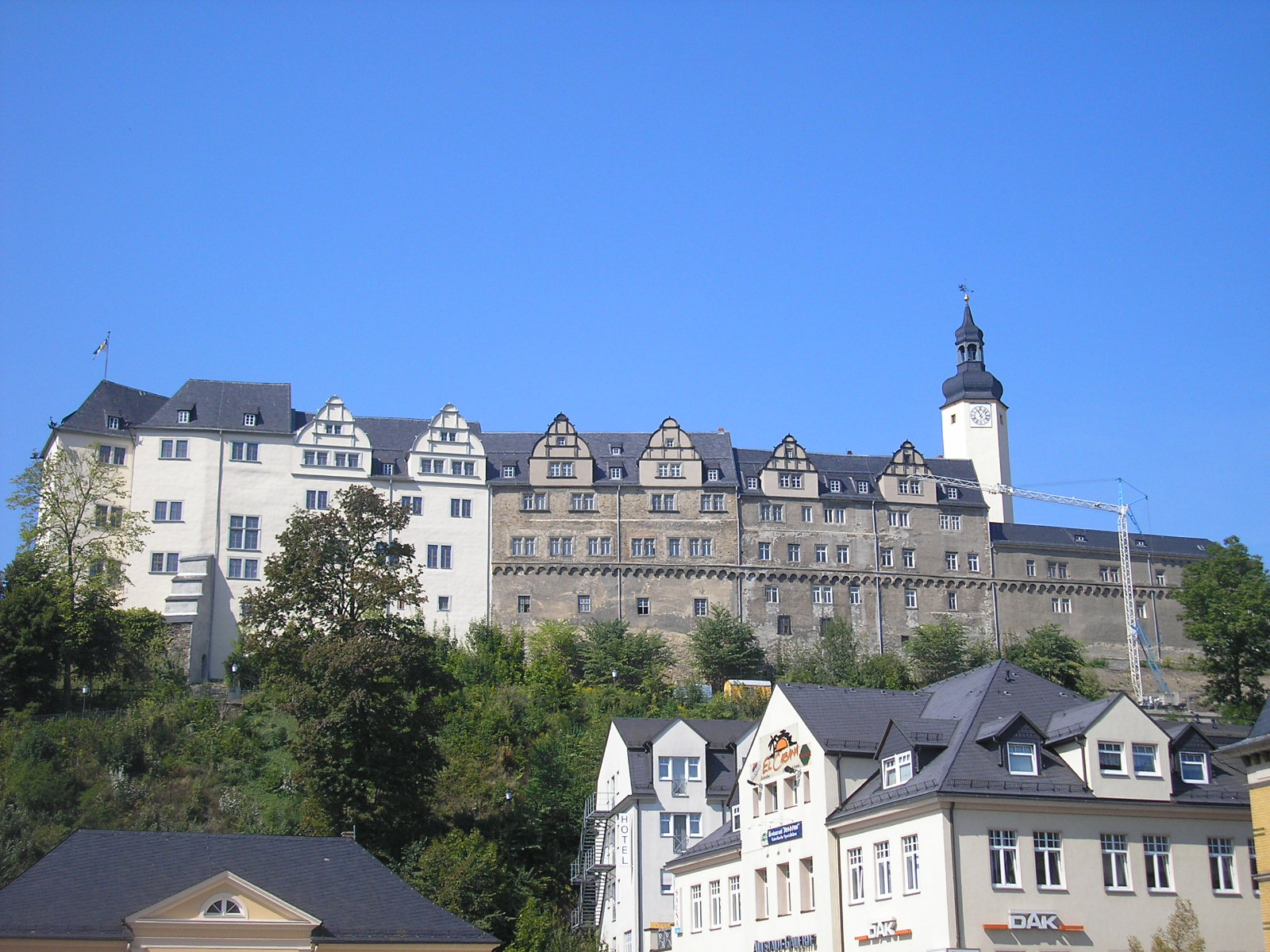
Oberes Schloss (Greiz), Residenz des Fürstenhauses Reuß

Der Landschaftsname Vogtland (früher auch Voigtland, terra advocatorum) geht auf die vom 11. bis zum 16. Jahrhundert hier herrschenden Vögte von Weida, Gera und Plauen zurück. Im 12. Jahrhundert setzte Kaiser Friedrich I. Barbarossa zur Sicherung seiner Herrschaft die ersten Vögte als Verwalter seiner östlichen Reichswaldgebiete ein, nachdem er Heinrich von Weida aus der Ministerialität Herzog Heinrich des Löwen übernommen hatte. Diese hatten ihren Stammsitz auf der Osterburg in Weida, weshalb Weida häufig auch als Wiege des Vogtlandes bezeichnet wird. Zu den weiteren Privilegien der Vögte gehörte das 1232 durch Friedrich II. verliehene Berg- und Münzregal.
Die Vögte verfügten in ihrer Gefolgschaft über zahlreiche niederadelige Familien. Zu diesen Familien gehören u. a. die von Dobeneck, Feilitzsch, Reitzenstein, Sack oder Zedtwitz. Eine Besonderheit des vogtländischen Adels war die Bildung von Rittergütern, so dass Rechte tendenziell eher mit den Gütern als mit dem Familienverbund verknüpft waren als andernorts. Im Wappenbuch von Johann Siebmacher von 1605 erscheinen sie aufgrund mehrfacher Lehensverhältnisse verteilt in der thüringischen, sächsischen und fränkischen Ritterschaft. Siebmacher verwendet den Begriff der vogtländischen Ritterschaft überhaupt nicht, sondern ordnete die Familie mehrheitlich dem meißnischen Adel zu. Der Genealoge Johann Gottfried Biedermann widmete der vogtländischen Ritterschaft 1752 einen eigenen Buchband.
Zur Abwehr der Machtansprüche der Markgrafen von Meißen zu Beginn des 14. Jahrhunderts unterwarf sich Heinrich von Plauen 1327 der Lehnsherrschaft der Böhmischen Krone. Davon war lediglich die Herrschaft Voigtsberg ausgenommen, die Reichslehen blieb. 1349 unterstellte sein gleichnamiger Sohn Heinrich auch Voigtsberg der böhmischen Lehnshoheit; damit war das gesamte Vogtland zum Reichsafterlehen geworden. Die territorialen und dynastischen Streitigkeiten um das Vogtland gipfelten im Vogtländischen Krieg, der 1357 zu einer Neuordnung führte. Im Jahr 1357 erfolgte ein Gebietstausch mit der Markgrafschaft Meißen, wobei u. a. Wiedersberg, Liebau, Adorf, Pausa, Neuenkirchen und Hirschberg meißnisch wurden und stattdessen Borna, Geithain und Kohren an den Vogt gingen. Den Tausch fochten Heinrichs Vettern in den betroffenen Seitenlinien an. Auerbach, Pausa und Liebau erhielten ab 1379 die Herren von Plauen, wie sie sich fortan nannten, als meißnisches Lehn zurück. Seit dem Jahre 1426 waren sie auch Burggrafen von Meißen und befanden sich in dauerndem Machtkampf mit den sächsischen Kurfürsten.
Heinrich II. von Plauen fiel wegen seiner offenen Unterstützung der Adelsopposition bei König Georg von Podiebrad in Ungnade, der den Brand des königlichen Schlosses Graslitz bei Kämpfen zwischen Heinrich und dessen Gegnern zum Anlass nahm, ihm das Lehen zu entziehen und das Vogtland 1466 durch den sächsischen Kurfürsten Ernst besetzen ließ. Ernst erhielt das Vogtland als Lehen, das 1485 bei der Leipziger Teilung an die Ernestiner überging, wobei jedoch u. a. das Bergregal gemeinschaftlich blieb. Nach der Schlacht bei Mühlberg verloren die Ernestiner 1547 das Vogtland wieder und Ferdinand I. verlieh es seinem Kanzler Heinrich IV. von Plauen. Auch der sächsische Kurfürst Moritz wurde dabei Mitinhaber des Lehens. Heinrich IV. verschuldete sich stark, und nach seinem Tode 1554 konnten dessen Söhne Heinrich V. und Heinrich VI. ihre Schuldverpflichtungen gegenüber Kurfürst August nicht erfüllen. Wegen der Zehntrückstände und anderer Forderungen verpfändeten die Brüder 1559 das Vogtland an Kursachsen.
Mit Heinrich VI. von Plauen endete die Herrschaft der Vögte von Plauen über das Vogtland, nachdem er das verpfändete Land nicht mehr einlösen konnte. 1566 erwarb Kurfürst August die Ämter und Städte Voigtsberg, Oelsnitz, Plauen und Pausa. Nach dem freundbrüderlichen Hauptvergleich von 1657 wurden die Amtssassen des Vogtländischen Kreises sowie die Ämter Plauen, Voigtsberg und Pausa dem Herzog von Sachsen-Zeitz zugesprochen, während die schriftsässigen Rittergüter und die Stadt Schöneck beim Kurfürstentum Sachsen verblieben. 1718, nach dem Aussterben der Linie Sachsen-Zeitz, fielen die Gebiete wieder an Kursachsen zurück. Neben einem kursächsischen Anteil bildeten die Auerbachischen und Schönecker Wälder während dieser Zeit einen besonderen Teil, der gemeinschaftlich kurfürstlich und herzoglich war.
Oberverwaltungsmäßig gehörte das sächsische Vogtland seit 1835 zur Kreisdirektion Zwickau, ab 1874 zur Kreishauptmannschaft Zwickau und von 1939 bis zur Auflösung des Freistaates Sachsen nach dem Zweiten Weltkrieg zum Regierungsbezirk Zwickau. Mit Einführung der DDR-Bezirke wurde die Region dem Bezirk Karl-Marx-Stadt angegliedert. Nach der Wende kam das sächsische Vogtland schließlich zum Regierungsbezirk Chemnitz, der nach der Gebietsreform 2008 in Direktionsbezirk Chemnitz umbenannt wurde. Im Zuge dieser Reform wurde der vogtländischen „Hauptstadt“ Plauen auch das Privileg der Kreisfreiheit aberkannt.
Die Siedlungskammer um Gera, die bereits um das Jahr 1000 in den schriftlichen Quellen belegt ist, war wahrscheinlich seit dem späten 7. bzw. 8. Jahrhundert von Slawen besiedelt, die dem Stammesbund der Sorben angehörten. Weite Teile des Vogtlandes waren jedoch noch waldbestanden und wurden erst im Zuge der hochmittelalterlichen Ostsiedlung im späten 11. und im 12. Jahrhundert durch Slawen und Deutsche aus den Altsiedellandschaften in Hochfranken, Thüringen und Sachsen besiedelt. Dies ist noch heute an gravierenden mundartlichen Unterschieden in unmittelbarer Nachbarschaft sowie auch an gewissen Dialektgemeinsamkeiten erkennbar. So wird in einigen Dörfern des oberen Vogtlands zum Teil noch ein Dialekt wie in der Oberpfalz gesprochen (ou für u, wie in Kou für Kuh oder Rou für Ruhe).

## Wirtschaft

Briefmarkensatz der DDR: Musikinstrumente aus dem Vogtland

Günstig am Schnittpunkt der Verkehrswege von Nord nach Süd und West nach Ost in der Mitte Deutschlands gelegen, konnten Wirtschaft und Industrie im Vogtland sehr früh prosperieren.
Motor der industriellen Entwicklung war und ist die Stadt Plauen, die durch die Herstellung von Spitzen und Stickereien (Plauener Spitze) und durch den Maschinenbau, u. a. mit Rotationsdruckmaschinen und Lastkraftwagen („Plamag“, „Vomag“), bekannt wurde. Industrielle Schwerpunkte bildeten sich außerdem in Reichenbach, Greiz und Zeulenroda-Triebes. Die Teppichweberei (Halbmond, Adoros) war in Oelsnitz und Adorf marktbeherrschend.
International bekannt sind die Instrumente aus dem sogenannten Musikwinkel mit den Städten Markneukirchen und Klingenthal im oberen Vogtland. 80 Prozent der Orchesterinstrumente, die auf der Welt hergestellt wurden, kamen bis zum Zweiten Weltkrieg aus dem Vogtland. Markneukirchen war um 1910 die im Verhältnis zur Einwohnerzahl reichste Stadt Deutschlands und hatte für den blühenden Export ein eigenes amerikanisches Konsulat.
Die während der DDR-Zeit geförderte Massenproduktion wurde nach der Wende mit der Rückbesinnung auf die Herstellung von hochwertigen Produkten und Meisterinstrumenten abgelöst. In vielen Spitzenorchestern stammen die Instrumente heute wieder aus vogtländischen Werkstätten. Im Zuge der Globalisierung nennt sich der Musikwinkel mit einer eigenen Qualitätsmarke Musicon Valley, Tal der Musikinstrumente. Der Export hat sich von 1995 bis 2005 mehr als verdoppelt.
In Hof wurde dem Niedergang der Textilindustrie durch die Ansiedlung von Speditionsunternehmen entgegengewirkt.

## Tourismus
Insbesondere seit dem wirtschaftlichen Niedergang einiger Industrien nach 1990 spielt der Tourismus eine zunehmend wichtige Rolle für die Wirtschaft in der Region. Unabhängig von den Jahreszeiten hat die Region als Ausflugsziel an Attraktivität gewonnen.
Der rund 72 Kilometer lange Elsterperlenweg wurde 2017 zum dritten Mal als Qualitätswanderweg zertifiziert.

## Verkehr

### Flugverkehr
Die nächsten Internationalen Flughäfen sind der Flughafen Leipzig/Halle und der Flughafen Nürnberg.
Im Vogtland liegen der regionale Verkehrslandeplatz Hof-Plauen und der Verkehrslandeplatz Gera-Leumnitz.

### Eisenbahn

Bahnhof Roßbach an der Bahnstrecke Aš–Adorf

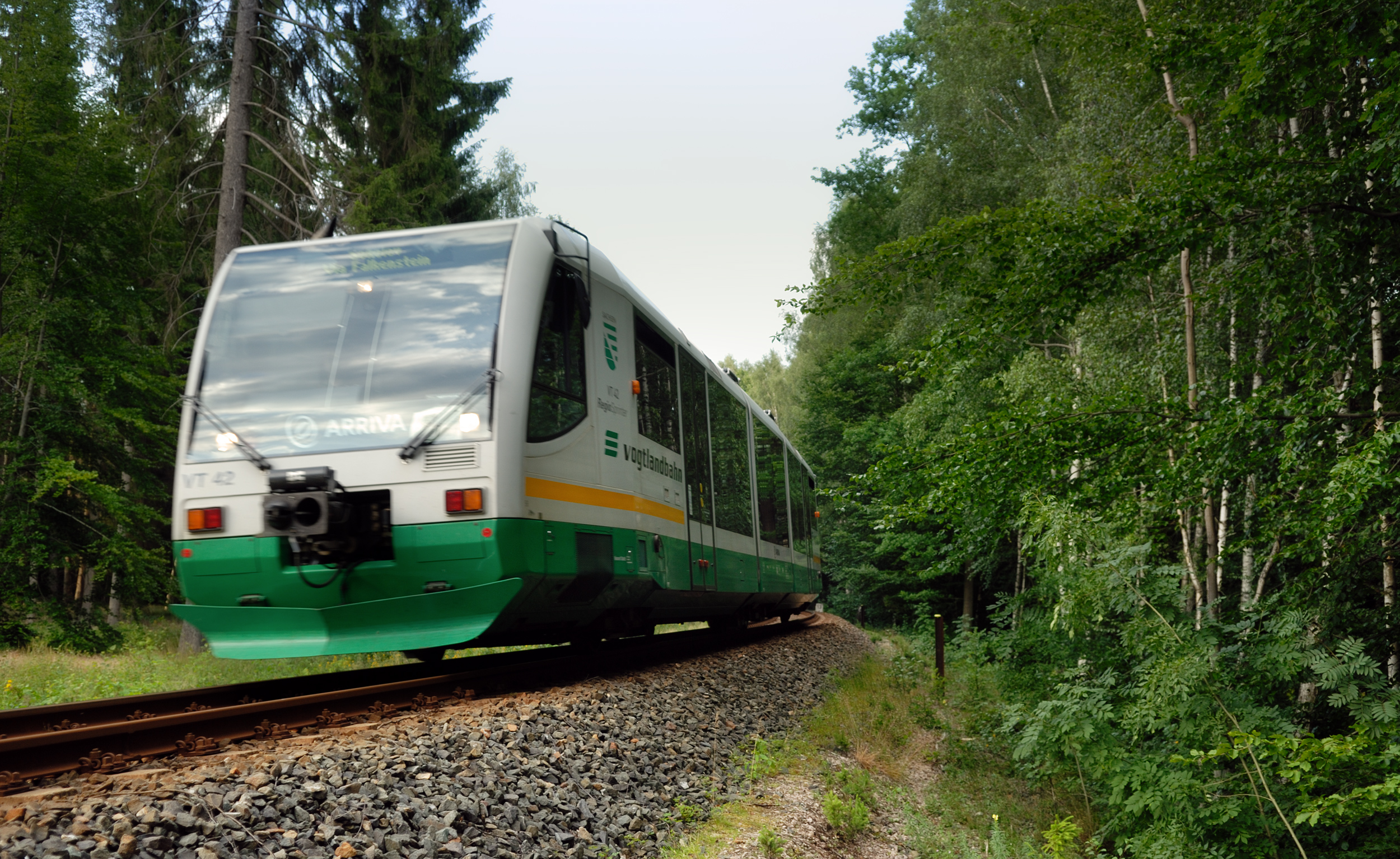
Vogtlandbahn

Der Eisenbahnverkehr im Vogtland begann in der Mitte des 19. Jahrhunderts, die Sächsisch-Bayerische Eisenbahn-Compagnie erhielt 1841 die Konzession für die Bahnstrecke Leipzig–Hof. Allerdings wurde das erste, das Vogtland erreichende Teilstück Werdau–Reichenbach, erst 1846 eröffnet. 1848 folgte der Abschnitt Plauen–Hof, beim dazwischen liegenden Teil gestaltete sich die Überbrückung der Täler der Weißen Elster und der Göltzsch als außerordentlich kompliziert. Nach der Vollendung der Göltzsch- und der Elstertalbrücke – bis heute die zwei größten Ziegelsteinbrücken der Welt – wurde das fehlende Teilstück 1851 eröffnet.
Mit der 1865 eingeweihten Vogtländischen Staatseisenbahn Herlasgrün–Falkenstein–Oelsnitz–Adorf–Eger der sächsischen Staatsbahn sowie der im gleichen Jahr eröffneten Bahnstrecke Neumark–Greiz der privaten Greiz-Brunner Eisenbahn-Gesellschaft wurden größere Teile des Vogtlands an das Schienennetz angebunden. Die das böhmische Vogtland berührende Bahnstrecke Cheb–Oberkotzau wurde ebenfalls in diesem Jahr eröffnet, die nördlichen Ausläufer des Vogtlands erhielten 1865 mit der Bahnstrecke Gößnitz–Gera eine Bahnverbindung.
Nach dem Deutsch-Französischen Krieg 1870/71 setzte ein großer Eisenbahnbauboom ein. Am nordwestlichen Rand wurde 1871 der Abschnitt Gera–Eichicht der Bahnstrecke Leipzig–Probstzella eingeweiht. Die lange, ungünstige Streckenführung der Vogtländischen Staatseisenbahn führte 1874 zur Eröffnung der wesentlich kürzeren Verbindung Plauen–Oelsnitz, das verbliebene Streckenstück Herlasgrün–Oelsnitz wurde fortan als eigenständige Strecke betrieben. Die Bahnstrecken Zwickau–Falkenstein der Zwickau-Lengenfeld-Falkensteiner Eisenbahn-Gesellschaft, Wolfsgefärth–Weischlitz der Sächsisch-Thüringischen Eisenbahngesellschaft sowie die Chemnitz–Adorf der Chemnitz-Aue-Adorfer Eisenbahn-Gesellschaft wurden alle 1875 eröffnet. Allerdings hatten sich alle Gesellschaften beim Bahnbau übernommen, sodass sie bis Ende der 1870er Jahre an den sächsischen Staat verkauft wurden. Die Bahnstrecke Weida–Mehltheuer der Mehltheuer-Weidaer Eisenbahn-Gesellschaft wurde unter Staatsbahnregie erst 1884 eröffnet. In den nachfolgenden Jahrzehnten wurden weitere Neben- und Schmalspurbahnen eröffnet, das Vogtland erhielt damit im Vergleich zum restlichen Deutschen Kaiserreich ein äußerst dichtes Streckennetz. So lag die kleine Gemeinde Gassenreuth mit nur 12 km am weitesten von einer Bahnstation entfernt, insgesamt gab es nur drei Ortschaften, die mehr als 10 km vom nächsten Bahnhof entfernt waren.
Der Niedergang des Streckennetzes setzte bereits während des Zweiten Weltkriegs ein. Zwar wurden die vogtländischen Bahnanlagen kaum das Ziel alliierter Luftangriffe, allerdings wurde die Unterhaltung stark vernachlässigt. Auch sprengte am Kriegsende die zurückweichende Wehrmacht zahlreiche Bahnanlagen, vor allem Brücken. Ende der 1950er Jahre setzte eine erste Streckenstilllegungswelle ein, die bis Mitte der 1970er Jahre anhielt. Dennoch blieb im Vogtland, unter anderem bedingt durch die Grenzlage, ein dichtes Streckennetz erhalten. Nach den wirtschaftlichen Veränderungen kam es zu einem starken Verkehrsrückgang, daher wurden in den 1990er Jahren erneut größere Streckenabschnitte stillgelegt. Die verbliebenen Strecken wurden Ende der 1990er Jahre umfassend saniert, da die Vogtlandbahn den Personenverkehr auf einem Großteil der ebenfalls stilllegungsgefährdeten Strecken übernahm.
Seit Dezember 2006 ist das Vogtland gänzlich vom Personenfernverkehr der Deutschen Bahn abgeschnitten, auf der Verbindung von Dresden nach Nürnberg (Sachsen-Franken-Magistrale) sowie auf dem Streckenabschnitt der Elstertalbahn von Gera nach Greiz verkehren derzeit Regionalzüge. Hochwertigste Reisezugverbindung ist nach der Einstellung des Vogtland-Expresses der RE 3 der MRB Dresden–Hof mit Halt auf den Stationen Reichenbach, Plauen, Mehltheuer und Hof. Der Hofer Hauptbahnhof ist ein bedeutendes Drehkreuz im Vogtland mit Verbindungen nach München, Leipzig, Dresden, Nürnberg, Bamberg sowie international nach Cheb. Der Großteil des regionalen Zugverkehrs wird von der Vogtlandbahn und auch zunehmend von der Erfurter Bahn und Agilis in Bayern betrieben. Erstere bildet mit der Plauener Straßenbahn GmbH und einigen regionalen Busbetrieben den Vogtländischen Verkehrsverbund. Die Verkehrs- und Betriebsgesellschaft Gera betreibt in der thüringischen Stadt die zweitälteste deutsche Straßenbahn. Auch in Hof gab es bis in die 1920er Jahre eine Straßenbahn, sie wurde damals aber zugunsten eines Stadtbusliniennetzes abgebaut; die heutige HofBus GmbH befördert etwa fünf Millionen Fahrgäste pro Jahr.

### Straßenverkehr
Neben einigen Bundesstraßen, die durch das Vogtland verlaufen, ist die Autobahn A 72 von Hof nach Chemnitz (weiter im Bau bis Leipzig) eine wichtige Verkehrsachse. Das Hermsdorfer Kreuz (Autobahnen A 4 und A 9) befindet sich in der Nähe von Gera (Thüringer Vogtland), die Autobahndreiecke Bayerisches Vogtland (Autobahnen A 9 und A 72) und Hochfranken (Autobahnen A 93 und A 72) liegen in der Nähe von Hof (Bayerisches Vogtland).

## Vogtländer (Auswahl)
- Heinrich Schütz (* 8. Oktoberjul. / 18. Oktober 1585greg. in Köstritz; † 6. Novemberjul. / 16. November 1672greg. in Dresden); einer der bedeutendsten deutschen Musiker und Komponisten des Frühbarocks
- Johann Adam Tresenreuter (* 3. November 1676 in Neustadt am Kulm; † 1754); Magister und evangelisch-lutherischer Theologe, Vater von Johann Ulrich Tresenreuter, besuchte die Gymnasien zu Gera und Hof im Vogtland
- Nikolaus Medler (* 15. Oktober 1502 in Hof (Saale); † 24. August 1551 in Bernburg (Saale)), lutherischer Theologe und Reformator
- Georg Kresse (* 1604 in Dörtendorf; † 1. November 1641 in Auma), sagenumwobene Person des Thüringer Vogtlands, die als Bauerngeneral des Dreißigjährigen Kriegs bekannt ist
- Johann Caspar von Kerll (* 9. April 1627 in Adorf/Vogtl.; † 13. Februar 1693 in München), Organist, Cembalist und Komponist
- Georg Samuel Dörffel (* 21. Oktober 1643 in Plauen; † 16. August 1688 in Weida), Theologe und Amateurastronom. Führte den Nachweis, dass die Kometen sich auf parabolischen Bahnen bewegen, in deren Brennpunkt die Sonne steht
- Adam Friedrich Zürner (* 15. August 1679 in Marieney; † 18. Dezember 1742 in Dresden) evangelischer Pfarrer und deutscher Kartograf. Führte mit geografischen Messwagen sehr genaue Vermessungen des Straßennetzes durch und ist Urheber der kursächsischen Postmeilensäulen
- Johann Friedrich Böttger (* 4. Februar 1682 in Schleiz; † 13. März 1719 in Dresden) war ein deutscher Alchemist. Er ist zusammen mit Ehrenfried Walther von Tschirnhaus Erfinder des Europäischen Porzellans
- Friederike Caroline Neuber (Die Neuberin), (* 9. März 1697 in Reichenbach; † 30. November 1760 in Dresden-Laubegast), Schauspielerin und Theaterreformerin. Mitbegründerin des regelmäßigen deutschen Schauspiels
- Johann Gottlob Trampeli (* 22. November 1742 in Adorf/Vogtl.; † 18. März 1812 ebenda), Orgelbauer
- Otto Carl Erdmann von Kospoth (* 25. November 1753 in Mühltroff; † 23. Juni 1817 ebenda), Kammerherr und Komponist
- Johann Wolfgang Döbereiner (* 13. Dezember 1780 in Hof (Saale); † 24. März 1849 in Jena), Chemiker, der als Vordenker für die Entstehung des Periodensystems gilt und mit der Untersuchung von Platin den Weg zur Katalyse ebnete
- Christian Friedrich Martin (Senior), (* 31. Januar 1796 in Markneukirchen; † 16. Februar 1873 in Nazareth (Pennsylvania)), Musikinstrumentenbaumeister, Gründer der US-amerikanischen Traditionsmarke C. F. Martin & Co. Inc.
- Ehregott Grünler (* 17. Juli 1797 in Zeulenroda; † 9. Oktober 1881 ebenda), Porträt- und Historienmaler
- Johann Georg August Wirth (* 20. November 1798 in Hof (Saale); † 26. Juli 1848 in Frankfurt am Main), politischer Schriftsteller des Vormärz
- Julius Mosen (* 8. Juli 1803 in Marieney; † 10. Oktober 1867 in Oldenburg), Dichter und Schriftsteller. Verfasser des Andreas-Hofer-Liedes („Zu Mantua in Banden“), heute Tiroler Landeshymne
- Johann Andreas Schubert (* 19. März 1808 in Wernesgrün; † 6. Oktober 1870 in Dresden) deutscher Universalingenieur, Konstrukteur (u. a. Dampfschiffe, Dampflokomotive, Göltzschtalbrücke) und Hochschullehrer
- Konstantin von Tischendorf (* 18. Januar 1815 in Lengenfeld; † 7. Dezember 1874 in Leipzig), Theologe
- Otto Georgi (* 22. November 1831 in Mylau; † 1. April 1918 in Leipzig), Jurist, erster Oberbürgermeister der Stadt Leipzig und Reichstagsabgeordneter
- Heinrich Gerber (* 18. November 1832 in Hof (Saale); † 3. Januar 1912 in München) war ein deutscher Ingenieur und Erfinder des Gerberträgers
- Gustav Schreck (* 8. September 1849 in Zeulenroda; † 22. Januar 1918 in Leipzig), Musikerzieher, Komponist und Thomaskantor in Leipzig von 1893 bis 1918
- Hilmar Mückenberger (* 26. Januar 1855 in Eibenstock; † 14. Mai 1937 in Plauen), vogtländisch-erzgebirgischer Volksmusiker. Komponist des Liedes mit dem populären Refrain „Mei Vogtland ist doch wunnerschie“
- Otto Eduard Schmidt (* 21. August 1855 in Reichenbach (Vogtland); † 14. Februar 1945 in Dresden), deutscher Pädagoge und Schriftsteller
- Hermann Petzold (* 10. April 1870 in Lambzig; † 26. Februar 1927), Führungspersönlichkeit der sozialistischen Konsumgenossenschaftsbewegung
- Carl August Brückner (* 7. März 1872 in Mylau; † 8. April 1949 in Dresden), Begründer des Reformiert-Apostolischen Gemeindebundes
- Max Schmerler (* 30. Oktober 1873 in Zwota; † 26. Juni 1960 in Dresden) war ein vogtländischer Heimatschriftsteller, Mundartdichter und Autor von Kinderbüchern, Schöpfer des Namens Musikwinkel für das obere Vogtland
- Martin Mutschmann (* 9. März 1879 in Hirschberg; † 14. Februar 1947 in Moskau), Gauleiter der NSDAP und Reichsstatthalter in Sachsen
- Rudolf Friedrichs (* 9. März 1892 in Plauen; † 13. Juni 1947 in Dresden) vom 4. Juli 1945 bis zu seinem Tod Ministerpräsident des Landes Sachsen
- Max Schlosser (Politiker) (* 3. April 1894 in Klingenthal; † 15. März 1968 in Klingenthal) war ein deutscher Politiker, aktiv in der SPD, später in SAP und SED.
- Hugo Hartung (* 17. September 1902 in Netzschkau; † 2. Mai 1972 in München), Schriftsteller
- Erich Ohser e. o. plauen (* 18. März 1903 in Gettengrün; † 6. April 1944 in Berlin), Karikaturist, Comiczeichner. Zeichner der Comicserie Vater und Sohn,
- Johannes Gerhard Weber (* 11. Juni 1909 in Mylau; † 17. März 1986 in Berg), Architekt und Hochschullehrer, Erbauer der Hamburger Staatsoper, des Nationaltheaters in Mannheim und des Forschungsreaktors („Atom-Ei“) in München Garching
- Oskar Sala (* 18. Juli 1910 in Greiz; † 26. Februar 2002 in Berlin), Musiker und Komponist, Pionier der elektronischen Musik und des Instrumentenbaus vom Trautonium bis zum Synthesizer; Schöpfer der Filmmusik für Alfred Hitchcocks Klassiker Die Vögel
- Heinrich Dathe (* 7. November 1910 in Reichenbach; † 6. Januar 1991 in Berlin-Friedrichsfelde), Zoologe und 34 Jahre lang Direktor des Tierparks Berlin
- Albert Ammer (* 31. Oktober 1916 in Gera; † 23. Oktober 1991 in München), Fotograf und Kameramann, Opfer der Diktatur in der DDR
- Hansgeorg Stengel (* 30. Juli 1922 in Greiz; † 30. Juli 2003 in Berlin), Journalist, Dichter, Satiriker und Kabarettist
- Wolfgang Mattheuer (* 7. April 1927 in Reichenbach; † 7. April 2004 in Leipzig), Maler, Grafiker und Bildhauer; mit Werner Tübke und Bernhard Heisig Gründervater der Leipziger Schule
- Helmar Meinel (* 9. März 1928 in Wernitzgrün), Journalist und Satiriker in Köln
- Eberhard Zeitler (* 9. März 1930 in Mylau; † 25. November 2011 in Nürnberg), international mit einer Nobelpreisnominierung anerkannter Radiologe und Wissenschaftler im Bereich Angiologie und Kardiologie, Pionier der Herzkatheteruntersuchung
- Gotthard Graubner (* 13. Juni 1930 in Erlbach; † 24. Mai 2013 in Neuss), Maler des Abstrakten („Kissenbilder“)
- Harry Glaß (* 11. Oktober 1930 in Klingenthal; † 14. Dezember 1997 in Rodewisch), Skispringer, 3. Platz bei den Olympischen Winterspielen 1956 in Cortina d’Ampezzo
- Christian Döschner (* 25. September 1936 in Mylau), Professor für Automatisierungstechnik
- Sigmund Jähn (* 13. Februar 1937 in Morgenröthe-Rautenkranz; † 21. September 2019 in Strausberg), Kosmonaut, erster Deutscher im All
- Eberhard Dietzsch (* 3. Januar 1938 in Reichenbach; † 3. Januar 2006 in Gera), Maler, Grafiker und Cartoonist
- Eberhard Hertel (* 29. November 1938 in Lauterbach (Oelsnitz); † 20. Juni 2024), Sänger und Jodler, Vater von Stefanie Hertel
- Heinz Badewitz (* 26. Mai 1941 in Hof; † 10. März 2016 in Graz, Österreich) war ein deutscher Filmschaffender und Begründer der Internationalen Hofer Filmtage
- Ulf Merbold (* 20. Juni 1941 in Greiz), Astronaut
- Jürgen Hart (* 20. September 1942 in Treuen; † 9. April 2002 in Leipzig), Kabarettist („academixer“), Textdichter des Liedes Sing, mei Sachse sing
- Jürgen Fuchs (* 19. Dezember 1950 in Reichenbach; † 9. Mai 1999 in Berlin), Schriftsteller und DDR-Bürgerrechtler
- Gerd Bonk (* 26. August 1951 in Limbach (Vogtland); † 20. Oktober 2014 in Greiz), Weltmeister im Gewichtheben
- Angelika Bahmann (* 1. April 1952 in Plauen), Olympiasiegerin im Kanu
- Utz Rachowski (* 23. Januar 1954 in Plauen), Schriftsteller und DDR-Bürgerrechtler
- Volker Schlott (* 20. April 1958 in Oelsnitz), Musiker (Saxophon, Flöte), Komponist und Produzent, Dozent für moderne Musik
- Kornelia Grummt-Ender (* 25. Oktober 1958 in Plauen), Olympiasiegerin und Weltmeisterin im Schwimmen
- Marlies Rostock (* 20. April 1960 in Klingenthal), deutsche Skilangläuferin, Goldmedaillengewinnerin bei den Olympischen Spielen
- Katrin Weber (* 15. Januar 1963 in Plauen), deutsche Sängerin, Musicaldarstellerin, Schauspielerin und Kabarettistin
- Olaf Schubert (* 7. November 1967 in Plauen), vogtländischer Kabarettist und Musiker
- Stefanie Hertel (* 25. Juli 1979 in Oelsnitz), Sängerin des volkstümlichen Schlagers, Tochter von Eberhard Hertel
- Original Vogtlandecho (gegründet 1991 in Plauen), Frank Jahn und Volker Rausch, vogtländische Volksmusik

## Vogtländische Küche und Kartoffelanbau
Die vogtländische Küche ist eine einfache, deftige Küche, die hauptsächlich aus Grundnahrungsmitteln, vor allem Kartoffeln, besteht. Besonders die Kartoffel ist eine Erwähnung wert, denn sie wurde insbesondere im Vogtland bereits vor dem „Kartoffelbefehl“ Friedrich II. 1746 angebaut. Entsprechende Hinweise finden sich bereits Mitte des 17. Jahrhunderts. Damals wurden beispielsweise im südvogtländischen Unterwürschnitz Kartoffeln angebaut. Später, 1707, finden sich erste Hinweise auf Kartoffelanbau im ostvogtländischen Niederauerbach.
Typisch vogtländische Gerichte sind u. a.:
- Vogtländische Saure Eier
- Spalkn (Eintopf mit Kartoffeln)
- Schwammespalkn (Pilzeintopf)
- Plauener Hoosnbrotn (Hase mit Weißwein, Speck und saurer Sahne)
- Gänsklaa (Gänseklein)
- Eimarinierter Hering (in Milch marinierte Salzheringe)
- Bambes (Buttermilch-Kartoffelpuffer)
- Griene Kließ/Griegeniffte (Klöße aus rohen Kartoffeln)
- Nackede Maadle (Quarkkäulchen, Puffer aus Kartoffeln, Mehl und Quark)
- Pfanneschieter (Eierkuchen, Pfannkuchen)
- Hiefekließ (Hefeklöße mit Zwetschgen- oder Kirschkompott)
- Erdepfelkuung/Erdäppelkuung (Kartoffelkuchen)
- Holundersupp (Holunderbeerensuppe)
- Gschling (Eintopf- oder Pfannengericht mit Innereien)
- Hofer Schnitz (Gemüseeintopf)

Eine kulinarische Tradition ist das „Neinerlei“ als Zusammenstellung von neun verschiedenen Speisen oder Zutaten zu Heiligabend. Die Zusammenstellung kann hierbei je nach genauem Wohnort und Familienbrauch (früher: nach Verfügbarkeit) breit variieren.

## Vogtland in Berlin
In der Mitte des 18. Jahrhunderts arbeiteten Handwerker vogtländischer Herkunft im Sommerhalbjahr in Berlin. Auf Anordnung Friedrichs des Großen wurden im Gebiet der heutigen Rosenthaler Vorstadt Gebäude für diese Handwerker gebaut, um sie dauerhaft in Berlin anzusiedeln. Dieser Stadtteil führte bis ins 19. Jahrhundert den Namen Voigtland. Der Begriff Vo(i)gtland war dabei ein Synonym für das wachsende soziale Elend in Berlin in der Zeit der frühen Industrialisierung.